# تيم كونينجس
تيم كونينجس (بالهولندية: Tim Konings)‏ (17 أكتوبر 1985 بآيندهوفن في هولندا - ) هو لاعب كرة قدم هولندي في مركز الدفاع. لعب مع SV Deurne ‏ وAchilles '29 ‏ وVV De Bataven ‏.